# یخچال تاما
یخچال تاما (۶۸°۴۷′ جنوبی ۴۰°۲۲′ شرقی / ۶۸٫۷۸۳°جنوبی ۴۰٫۳۶۷°شرقی) یخچالی طبیعی است که به طرف دریای میان صخرهٔ تنسوکو و صخرهٔ مانجو در سواحل سرزمین شهبانو ماود در حرکت است. این یخچال بر اساس بازدید و تصویربرداری هوایی سفر گروهی از محققان ژاپنی (JARE) به قطب جنوب در سال‌های ۱۹۵۷–۱۹۶۲ نقشه‌برداری و تاما-هیوگا (یخچال توپی) نامگذاری شده‌است.